# Edson Barboza
Edson Mendes Barboza Jr. (ur. 21 stycznia 1986 w Nova Friburgo) – brazylijski zawodnik mieszanych sztuk walki (MMA). Od 2011 roku związany z UFC.

## Styl walki
Opisywany jako „zagorzały striker”, znany jest z niebezpiecznej kopnięć. Komentator UFC, Joe Rogan stwierdził, że Barboza jest „prawdopodobnie najlepszym kopaczem w MMA". Jest jednym z trzech zawodników, którzy wielokrotnie kończyli walki w UFC niskimi kopnięciami na nogę (pozostali dwaj to Antoni Hardonk i Jonathan Martinez). Znany jest również z efektywnego stosowania switch kicków, które określane są jako „wyjątkowo szybkie” i „okrutne”.

## Życie prywatne
Barboza i jego żona, Bruna, mają syna Noah i córkę Victorię.

## Osiągnięcia

### Mieszane sztuki walki
- Ultimate Fighting Championship
  - 6-krotnie bonus za Walkę Wieczoru
  - 1-raz bonus za Nokaut Wieczoru
  - Nokaut Roku 2012[8]
- 2009–2010: mistrz Renaissance MMA w wadze lekkiej
- 2010: mistrz Ring of Combat w wadze lekkiej[9]

Nagrody i wyróżnienia
- 2010: All-Violence Third Team[10]
- 2012: Nominacja- Best Play ESPY Award
- 2012: Nokaut Roku według Sherdog.com[11]
- 2012: Nokaut Roku według World MMA Awards
- 2015: Nokaut Grudnia według MMAJunkie.com[12]

### Boks tajski
- Mistrz GP Demolition Fight (São Paulo)
- 3-krotny Mistrz stanowy (Rio de Janeiro)
- Mistrz Brazylii
- Mistrz Brazilian Circuit
- Mistrz Campos Open
- Mistrz Torneio Castelo das Pedras (Rio de Janeiro)
- 2-krotny Mistrz Copa Ciam (Rio de Janeiro)
- Mistrz Niteroense
- Mistrz Cabo Fight (Cabo Frio)
- Mistrz Conquista Fight (Bahia)
- 2-krotny Mistrz Demolition Fight (São Paulo)
- Mistrz Copa Thai Boxing de Muay Thai (Niterói)
- Mistrz Festival de Muay Thai (Rio de Janeiro)
- 2. miejsce w GP La Gara (São Paulo)
- Mistrz Mountain

## Lista zawodowych walk w MMA
| Wynik     | Bilans | Przeciwnik (bilans przed walką) | Rozstrzygnięcie                             | Runda | Czas | Rozgrywki                                                 | Data       | Miejsce        | Uwagi                                                    |
| --------- | ------ | ------------------------------- | ------------------------------------------- | ----- | ---- | --------------------------------------------------------- | ---------- | -------------- | -------------------------------------------------------- |
| Przegrana | 24-13  | Drakkar Klose (15-3-1)          | Decyzja (jednogłośna)                       | 3     | 5:00 | UFC 319: Du Plessis vs. Chimaev                           | 16.08.2025 | Chicago        | Powrót do wagi lekkiej.                                  |
| Przegrana | 24-12  | Lerone Murphy (13-0-1)          | Decyzja (jednogłośna)                       | 5     | 5:00 | UFC Fight Night: Barboza vs. Murphy                       | 18.05.2024 | Las Vegas      | Bonus za walkę wieczoru. Main Event                      |
| Wygrana   | 24-11  | Sodiq Yusuff (13-2)             | Decyzja (jednogłośna)                       | 5     | 5:00 | UFC Fight Night: Yusuff vs. Barboza                       | 14.10.2023 | Las Vegas      | Bonus za walkę wieczoru. Main Event.                     |
| Wygrana   | 23-11  | Billy Quarantillo (17-4)        | TKO (kolana)                                | 1     | 2:37 | UFC Fight Night: Holloway vs. Allen                       | 15.04.2023 | Kansas City    | Bonus za występ wieczoru. Co-Main Event                  |
| Przegrana | 22-11  | Bryce Mitchell (14-0)           | Decyzja (jednogłośna)                       | 3     | 5:00 | UFC 272                                                   | 05.03.2022 | Las Vegas      |                                                          |
| Przegrana | 22-10  | Giga Chikadze (13-2)            | TKO (ciosy pięściami)                       | 3     | 1:44 | UFC Fight Night: Barboza vs. Chikadze                     | 28.08.2021 | Las Vegas      | Main Event                                               |
| Wygrana   | 22-9   | Shane Burgos (13-2)             | KO (prawy hak)                              | 3     | 1:16 | UFC 262                                                   | 15.05.2021 | Houston        | Bonus za walkę wieczoru.                                 |
| Wygrana   | 21-9   | Makwan Amirkhani (16-4)         | Decyzja (jednogłośna)                       | 3     | 5:00 | UFC Fight Night: Moraes vs. Sandhagen                     | 10.10.2020 | Abu Dhabi      |                                                          |
| Przegrana | 20-9   | Dan Ige (13-2)                  | Decyzja (niejednogłośna)                    | 3     | 5:00 | UFC Fight Night: Overeem vs. Harris                       | 16.05.2020 | Jacksonville   | Debiut w wadze piórkowej.                                |
| Przegrana | 20-8   | Paul Felder (16-4)              | Decyzja (niejednogłośna)                    | 3     | 5:00 | UFC 242                                                   | 07.09.2019 | Abu Zabi       |                                                          |
| Przegrana | 20-7   | Justin Gaethje (19-2)           | KO (prawy sierpowy)                         | 1     | 2:30 | UFC on ESPN 2: Barboza vs Gaethje                         | 30.03.2019 | Filadelfia     | Bonus za walkę wieczoru.                                 |
| Wygrana   | 20-6   | Dan Hooker (17-7)               | TKO (ciosy na korpus)                       | 3     | 2:19 | UFC on Fox 31                                             | 15.12.2018 | Milwaukee      |                                                          |
| Przegrana | 19-6   | Kevin Lee (16-3)                | TKO (przerwanie lekarza)                    | 5     | 2:18 | UFC Fight Night: Barboza vs Lee                           | 21.04.2018 | Atlantic City  |                                                          |
| Przegrana | 19-5   | Chabib Nurmagomiedow (24-0)     | Decyzja (jednogłośna)                       | 3     | 5:00 | UFC 219                                                   | 30.12.2017 | Las Vegas      |                                                          |
| Wygrana   | 19-4   | Beneil Dariush (14-2)           | KO (cios kolanem z wyskoku)                 | 2     | 3:35 | UFC Fight Night: Belfort vs. Gastelum                     | 11.03.2017 | Fortaleza      | Bonus za występ wieczoru.                                |
| Wygrana   | 18-4   | Gilbert Melendez (22-5)         | Decyzja (jednogłośna)                       | 3     | 5:00 | UFC on Fox 20                                             | 23.07.2016 | Chicago        |                                                          |
| Wygrana   | 17-4   | Anthony Pettis (18-4)           | Decyzja (jednogłośna)                       | 3     | 5:00 | UFC 197: Jones vs. Saint Preux                            | 23.04.2016 | Las Vegas      |                                                          |
| Przegrana | 16-4   | Tony Ferguson (19-3)            | Poddanie (duszenie D’Arce)                  | 2     | 2:54 | The Ultimate Fighter: Team McGregor vs. Team Faber Finale | 11.12.2015 | Las Vegas      | Bonus za walkę wieczoru.                                 |
| Wygrana   | 16-3   | Paul Felder (10-0)              | Decyzja (jednogłośna)                       | 3     | 5:00 | UFC on Fox: Dillashaw vs. Barão 2                         | 25.07.2015 | Chicago        | Bonus za walkę wieczoru.                                 |
| Przegrana | 15-3   | Michael Johnson (15-8)          | Decyzja (jednogłośna)                       | 3     | 5:00 | UFC Fight Night: Bigfoot vs. Mir                          | 22.02.2015 | Porto Alegre   |                                                          |
| Wygrana   | 15-2   | Bobby Green (23-5)              | Decyzja (jednogłośna)                       | 3     | 5:00 | UFC Fight Night: Edgar vs. Swanson                        | 22.11.2014 | Austin         |                                                          |
| Wygrana   | 14-2   | Evan Dunham (14-5)              | TKO (kopnięcie na korpus i ciosy pięściami) | 1     | 3:06 | UFC Fight Night: Cerrone vs. Miller                       | 16.07.2014 | Atlantic City  |                                                          |
| Przegrana | 13-2   | Donald Cerrone (22-6)           | Poddanie (duszenie zza pleców)              | 1     | 3:15 | UFC on Fox: Werdum vs. Browne                             | 19.04.2014 | Orlando        |                                                          |
| Wygrana   | 13-1   | Danny Castillo (16-5)           | Decyzja (większościowa)                     | 3     | 5:00 | UFC on Fox: Johnson vs. Benavidez 2                       | 14.12.2013 | Sacramento     | Bonus za walkę wieczoru.                                 |
| Wygrana   | 12-1   | Rafaello Oliveira (16-6)        | TKO (kopnięcia)                             | 2     | 1:44 | UFC 162                                                   | 06.07.2013 | Las Vegas      |                                                          |
| Wygrana   | 11-1   | Lucas Martins (12-0)            | TKO (niezdolność do kontynuowania walki)    | 1     | 2:38 | UFC on FX: Belfort vs. Bisping                            | 19.01.2013 | São Paulo      |                                                          |
| Przegrana | 10-1   | Jamie Varner (19-6-1)           | TKO (ciosy pięściami)                       | 1     | 3:15 | UFC 146                                                   | 26.05.2012 | Las Vegas      |                                                          |
| Wygrana   | 10-0   | Terry Etim (15-3)               | KO (wysokie kopnięcie z obrotu)             | 3     | 2:02 | UFC 142                                                   | 14.01.2012 | Rio de Janeiro | Bonus za nokaut i walkę wieczoru.                        |
| Wygrana   | 9-0    | Ross Pearson (12-4)             | Decyzja (niejednogłośna)                    | 3     | 5:00 | UFC 134                                                   | 27.08.2011 | Rio de Janeiro | Bonus za walkę wieczoru.                                 |
| Wygrana   | 8-0    | Anthony Njokuani (13-4)         | Decyzja (jednogłośna)                       | 3     | 5:00 | UFC 128                                                   | 19.03.2011 | Newark         | Bonus za walkę wieczoru.                                 |
| Wygrana   | 7-0    | Mike Lullo (8-2)                | TKO (kopnięcia)                             | 3     | 0:26 | UFC 123                                                   | 20.10.2010 | Auburn Hills   | Debiut w UFC.                                            |
| Wygrana   | 6-0    | Marcelo Guidici (8-3)           | TKO (kopnięcia)                             | 1     | 3:01 | Ring of Combat 30                                         | 11.06.2010 | Atlantic City  | Zdobył pas mistrzowski Ring of Combat w wadze lekkiej.   |
| Wygrana   | 5-0    | Jose Figueroa (7-2)             | KO (ciosy pięściami)                        | 1     | 3:55 | Renaissance MMA 16                                        | 05.03.2010 | Nowy Orlean    | Obronił pas mistrzowski Renaissance MMA w wadze lekkiej. |
| Wygrana   | 4-0    | Nabih Barakat (3-2)             | KO (ciosy pięściami)                        | 1     | 1:09 | Ring of Combat 28                                         | 10.02.2010 | Atlantic City  |                                                          |
| Wygrana   | 3-0    | Lee King (13-13-1)              | Poddanie (duszenie anaconda)                | 1     | 2:04 | Renaissance MMA 15                                        | 20.11.2009 | Nowy Orlean    | Obronił pas mistrzowski Renaissance MMA w wadze lekkiej. |
| Wygrana   | 2-0    | Lee King (12-12-1)              | KO (ciosy pięściami)                        | 2     | 1:14 | Renaissance MMA 12                                        | 13.06.2009 | Nowy Orlean    | Zdobył pas mistrzowski Renaissance MMA w wadze lekkiej.  |
| Wygrana   | 1-0    | Aaron Steadman (0-0)            | TKO (ciosy pięściami)                       | 1     | 3:10 | Real Fighting Championships 17                            | 17.04.2009 | Tampa          |                                                          |